# Эльзоф (Вестервальд)
Эльзоф (нем. Elsoff) — община в Германии, в земле Рейнланд-Пфальц.
Входит в состав района Вестервальд. Подчиняется управлению Реннерод. Население составляет 930 человек (на 31 декабря 2010 года). Занимает площадь 9,44 км².